# Ленец бесприцветничковый
Лене́ц бесприцветничко́вый, или Ленец бесприцветнико́вый (лат. Thesíum ebracteátum) — вид двудольных растений рода Ленец (Thesium) семейства Санталовые (Santalaceae). Впервые описан немецким ботаником Фридрихом Готтлобом Хайне в 1800 году.
От других видов рода отличается отсутствием прицветничков (отсюда и название).

## Распространение и среда обитания
Известен из Австрии, стран бывшей Чехословакии, Дании, Германии, Польши, Румынии, стран Прибалтики и России. В нашей стране вид встречается в европейской части и в западной Сибири.
Произрастает в сухих сосновых лесах и на лесных опушках.

## Ботаническое описание
Небольшое многолетнее травянистое полупаразитическое растение высотой 10—30 см.
Стебель обычно голый.
Листья линейно-ланцетные, заострённые, с гладким краем.
Цветки белые, пятилепестковые.
Плод — орешек.
Цветёт с мая по начало июня.
Число хромосом — 2n=24.

## Охранный статус
Занесён в Красные книги Белоруссии, Латвии, Литвы, Эстонии, Житомирской и Львовской областей Украины, а также в Красные книги ряда регионов России (Владимирская, Калининградская, Нижегородская, Псковская области и Республика Удмуртия).